# Chaines de processus événementielles
Pour les articles homonymes, voir CPE et EPC.
La méthode des chaines de processus événementielles (CPE), ou "Event Driven Process Chain" (EPC en anglais) est une méthode de modélisation de processus métiers qui a pour but de représenter graphiquement l’enchaînement des événements et des activités (fonctions) qui forment les processus métier d'une entreprise.  
Elle a été conçue par August-Wilhem Scheer, professeur à l'Université de la Sarre et fondateur de la société IDS Scheer, dont le produit ARIS met en œuvre la méthode des chaînes de processus événementielles. 

## Principes
Les chaînes de processus événementielles représentent les processus en les décomposant, en : 
- Fonctions,
- Événements,
- Flux de contrôle décrivant l’enchaînement entre fonctions et événements,
- Opérateurs logiques pour scinder ou faire converger les flux.

Par ailleurs, les fonctions peuvent être également liées à d'autres éléments de modélisation : 
- Entités organisationnelles ou rôle responsables de la fonction,
- Données traitées,
- Le ou les systèmes utilisés pour exécuter la fonction.

## Comparaison à d'autres méthodes
Des travaux universitaires ont montré qu'un diagramme EPC pouvait être modélisé en UML. Néanmoins, un unique diagramme EPC peut nécessiter une combinaison de plusieurs diagrammes distincts d'UML :  
- Les groupes composés de fonctions, systèmes et rôles pouvaient être représentés sous forme de cas d'utilisations,
- L'ensemble des événements, fonctions et opérateurs logiques liés pouvait être représenté sus forme de diagramme d'activité,
- L'ensemble des données et des entités organisationnelles pouvaient être représentés par un diagramme de classe.

Par ailleurs, plusieurs travaux ont montré qu'il était possible de transposer un modèle EPC en modèle BPMN, et que BPMN était plus expressif en matière de flux de contrôle.  Les travaux menés à l'Institut Hasso-Plattner ont par ailleurs montré que la transposition pouvait être en grande partie automatisée et que le diagramme BPMN était moins complexe en raison de la réduction du nombre d'événements nécessaires sur le diagramme.